# 麦迪逊·布朗
麦迪逊·布朗（英語：Madison Browne，1988年1月5日—），澳大利亚女子篮网球运动员。她曾代表澳大利亚参加2014年和2018年英联邦运动会篮网球比赛，获得一枚金牌和一枚银牌。